# Reginald Rodrigues
Reginald Rodrigues   (29 de maig de 1922 - Montreal, 15 d'agost de 1995) va ser un jugador d'hoquei sobre herba indi que va competir durant la dècada de 1940.
El 1948 va prendre part en els Jocs Olímpics de Londres, on va guanyar la medalla d'or com a membre de l'equip indi en la competició d'hoquei sobre herba.